# アンディ・ソナンスタイン
アンドリュー・マイケル・ソナンスタイン（Andrew Michael Sonnanstine, 1983年3月18日 - ）は、アメリカ合衆国オハイオ州バーバートン出身の元プロ野球選手(投手)。右投左打。

## 経歴
2004年のドラフト会議に13巡目（全体375位）でタンパベイ・デビルレイズから指名される。
2007年6月5日のトロント・ブルージェイズ戦でメジャーデビュー。6月10日のフロリダ・マーリンズ戦でメジャー初勝利。当時弱体だったデビルレイズの先発ローテーション入りし、この年は22試合先発し、6勝10敗、防御率5.85の成績だった。
2008年は開幕からローテーション入り、4月19日のシカゴ・ホワイトソックス戦でメジャー初完封勝利をマーク。ソナンスタイン自身は13勝を挙げてレイズの球団創設初のア・リーグ東部地区優勝に貢献。ポストシーズンでも、デイビジョン・シリーズでのホワイトソックス戦、リーグチャンピオンシップでのレッドソックス戦にそれぞれ先発・好投し、リーグ優勝に貢献。ワールドシリーズに進めた。
しかし、フィラデルフィア・フィリーズとのワールドシリーズでは打ち込まれた。
2011年12月26日、シカゴ・カブスと1年契約を結ぶ。しかし、3月26日にFAとなった。
その後は野球界から遠ざかっていたが、2016年にはナックルボーラーとして復帰を目指していることが報じられた。